# 드 토마소 망구스타
드 토마소 망구스타(이탈리아어: De Tomaso Mangusta)는 1967년부터 1971년까지 이탈리아의 스포츠카 메이커인 드 토마소가 제작한 스포츠카이다.

## 역사
망구스타는 섀시의 기반이 된 발레룬가를 대체한 차량이다. 차명인 망구스타는 이탈리아어로 코브라를 죽일 수 있는 동물인 "몽구스"를 의미하며, 드 토마소와 캐롤 쉘비 사이의 실패한 거래에 대한 보복으로 그렇게 명명되었다는 소문이 돌았다. Alejandro de Tomaso는 쉘비 코브라가 그곳에서 경쟁할 수 없다는 것을 알게 된 1964년 말에 캐롤 쉘비가 새로운 Can-Am 경주용 자동차를 만들도록 도와 주겠다고 제안했다. 드 토마소는 경주 용으로 새로운 7.0 리터 V8 엔진을 개발할 계획이었기 때문에 이를 완벽한 기회라고 생각했다. 쉘비는 프로젝트 자금 조달에 동의하고 Pete Brock이 이끄는 SCCA 승인 설계 팀을 이탈리아로 보내 설계 작업을 처리했다. 드 토마소는 자동차 디자인에 갈등을 겪었다. 그는 또한 1965년 Can-Am 시즌 마감일 내에 합의된 5대의 경주용 자동차를 인도하지 못했다. 이로 인해 쉘비는 결국 프로젝트에서 물러나 포드 GT40의 개발 팀에 합류했다. Peter Brock과 그의 팀은 그들의 의지에 따라 차를 완성할 수 있었다. 드 토마소는 Carrozzeria Ghia와 계약하여 P70이라는 프로젝트 이름으로 개발중인 자동차의 디자인을 완성했다. 완성된 단일 차량은 1965년 토리노 모터쇼에서 Ghia De Tomaso Sport 5000으로 전시되었다. 드 토마소는 P70의 강철 백본 섀시를 수정하여 Ghia의 조르제토 주지아로가 디자인한 망구스타의 기반이 되었다. 망구스타는 드 토마소가 Ghia를 인수하는 동시에 1967년에 생산에 들어갔다.
총 401대가 생산되었고, 약 150대가 유럽 사양으로, 나머지는 북미 사양으로 제작되었다. 초기의 자동차는 더 강력한 포드 HiPo 289 엔진을 가지고 있다고 주장하였다. 이후의 자동차는 모두 포드 302 엔진을 사용했다. 망구스타는 생산량이 적기 때문에 자동차에 적용되는 연방 면제를 통해 미국으로 수입되었다. 이 면제는 망구스타가 안전 벨트없이 왔고 연방 규정이 허용하는 것보다 훨씬 낮은 헤드 라이트를 가지고 있었기 때문에 당시 유효한 안전 규정에서 자동차를 면제했다. 이 면제 기간이 만료되었을 때, 이전에 있었던 4개의 원형 헤드 램프 대신 두 개의 팝업 헤드 램프를 수용하기 위해 차량 전면이 재설계되었다. 이 새로운 헤드 램프는 조잡한 레버 및 케이블 배열을 통해 작동했으며, 이는 캐빈에 공급되었다.이 구성에서 약 50대의 자동차가 생산되었다. 제너럴 모터스 부사장 빌 미첼 (Bill Mitchell)을 위해 쉐보레 엔진을 장착한 차량 한 대가 제작되었다.

## 사양
망구스타는 조르제토 주지아로에 의해 설계되었으며, 주요 하이라이트는 갈매기 문처럼 열리는 중앙 경첩 2섹션 후드이다. 유럽 사양에는 5단 ZF 트랜스 액슬을 통해 구동되는 중간 장착 306 마력 (228kW) Ford 289 V8 엔진이 장착되었다. 북미에서는 230 hp (170 kW) 포드 302 V8 엔진이 사용되었다. 포드 289 엔진은 나중에 유럽 버전에서도 포드 302 엔진으로 대체되었다. 모든 원형 디스크 브레이크와 독립 서스펜션, 랙 및 피니언 스티어링, 에어컨 및 파워 윈도우가 당시 다른 제조업체보다 앞서 장착되었다. 저널리스트 Paul Frère는 망구스타에서 최고 속도 250km/h (155mph)를 달성했다고 주장했다.
망구스타는 그 당시 상대적으로 저렴했지만 44/56의 전면/후면 중량 분포와 견고하지 않은 섀시는 안정성 문제와 취급 불량으로 어려움을 겪었다. 차의 객실도 비좁고 지상고가 매우 낮았다.

## 미디어
2004년 영화 킬 빌 2부에서 캐릭터 빌 (데이비드 캐러딘)은 은색 망구스타를 가지고 있다. 카일리 미노그의 노래 "Can't Get You Out of My Head"뮤직 비디오에서 노란색 망구 스타가 보인다. 1971년 디즈니 영화 The Barefoot Executive에서 빨간색 망구스타를 보고 언급했다. 1974년 영화 식스티 세컨즈에는 흰색 망구스타가 등장했다.

## 갤러리

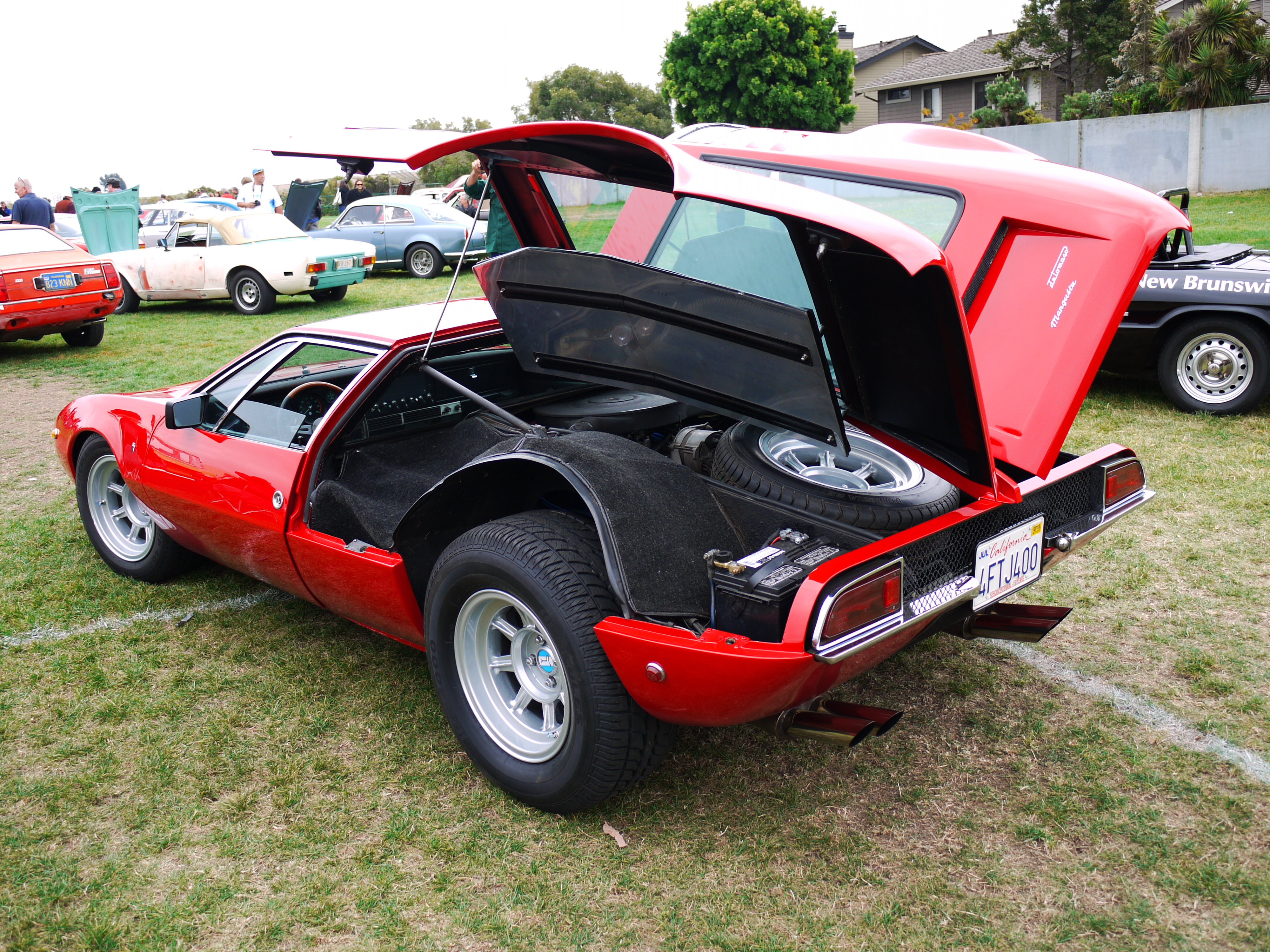
드 토마소 망구스타는 엔진과 러기지 컴파트먼트를 모두 덮는 독특한 걸윙 도어를 특징으로 한다.
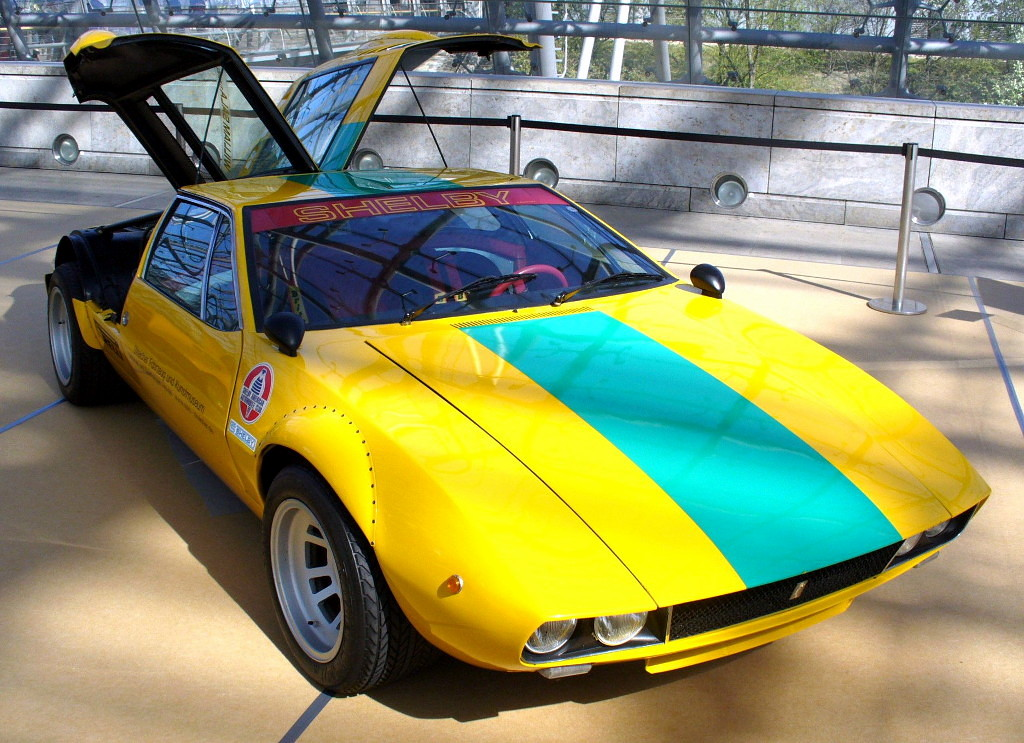
드 토마소 망구스타 그룹 4 GT
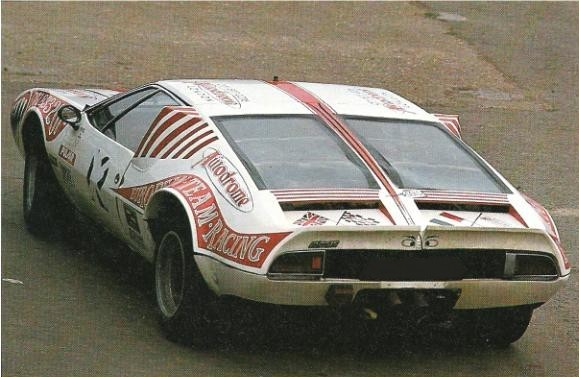
경주용 데칼을 입힌 드 토마소 망구스타

## 같이 보기
- 람보르기니 미우라